# 沼前村
沼前村（ぬまさきむら）は、茨城県鹿島郡にかつて存在した村である。

## 地理
村は涸沼の南岸の現在の茨城町の南部に位置する。

## 歴史

### 村域の変遷
- 1889年（明治22年）4月1日 - 町村制施行により、海老原村・宮ヶ崎村・城之内村・綱掛村・小堤村・駒場村・神宿村が合併し鹿島郡沼前村が発足。
- 1896年（明治27年） - 海老沢・神宿の各一部が石崎村に編入。
- 1952年（昭和27年） - 石崎村上石崎の一部を編入。
- 1955年（昭和30年）2月11日 - 東茨城郡長岡町・上野合村・川根村と合併し東茨城郡茨城町が発足。同日沼前村廃止。
- 1958年（昭和33年）3月5日 - 石崎村が茨城町に編入される。

変遷表
| 1868年 以前 | 1868年 以前     | 明治22年 4月1日 | 明治27年      | 昭和27年 | 昭和30年 2月11日 | 昭和33年 3月5日 | 現在   |
| ----------- | --------------- | --------------- | ------------- | -------- | ---------------- | --------------- | ------ |
|             | 宮ヶ崎村        | 沼前村          | 沼前村        | 沼前村   | 茨城町           | 茨城町          | 茨城町 |
|             | 城之内村        | 沼前村          | 沼前村        | 沼前村   | 茨城町           | 茨城町          | 茨城町 |
|             | 海老原村        | 沼前村          | 沼前村        | 沼前村   | 茨城町           | 茨城町          | 茨城町 |
|             | 石崎村 に編入   | 沼前村          | 石崎村        | 石崎村   | 茨城町 に編入    |                 | 茨城町 |
|             | 石崎村 に編入   | 沼前村          | 石崎村        | 石崎村   | 茨城町 に編入    | 神宿村          | 茨城町 |
|             | 沼前村          | 沼前村          | 沼前村        | 茨城町   | 茨城町           |                 | 茨城町 |
|             | 沼前村          | 沼前村          | 沼前村        | 茨城町   | 茨城町           | 綱掛村          | 茨城町 |
|             | 沼前村          | 沼前村          | 沼前村        | 茨城町   | 茨城町           | 小堤村          | 茨城町 |
|             | 沼前村          | 沼前村          | 沼前村        | 茨城町   | 茨城町           | 駒場村          | 茨城町 |
|             | 上石崎村 の一部 | 石崎村 の一部   | 石崎村 の一部 | 茨城町   | 茨城町           | 沼前村 に編入   | 茨城町 |

## 人口・世帯

### 人口
総数 [単位： 人]
| 1891年（明治24年） | 2,970 |
| 1920年（大正 9年） | 4,807 |
| 1935年（昭和10年） | 5,132 |
| 1950年（昭和25年） | 6,880 |

### 世帯
総数 [単位： 世帯]
| 1920年（大正 9年） | 978   |
| 1935年（昭和10年） | 964   |
| 1950年（昭和25年） | 1,145 |